# Kevin Stevens
Vous lisez un « bon article » labellisé en 2008.
Kevin Michael Stevens (né le 15 avril 1965 à Brockton dans le Massachusetts aux États-Unis) est un joueur professionnel de hockey sur glace de la Ligue nationale de hockey. Il remporte deux Coupes Stanley au cours des saisons 1990-1991 et 1991-1992 avec les Penguins de Pittsburgh en jouant aux côtés de joueurs comme Mario Lemieux, Jaromír Jágr, Ron Francis ou encore Tom Barrasso.

## Biographie

### Carrière junior
Au cours de ses études, Kevin Stevens fait partie de l'équipe de hockey mais joue également au baseball en tant que receveur pour l’équipe des Lakers de Silver Lake. Stevens, assez doué pour le baseball, est convoqué pour des essais en même temps par deux équipes : les Blue Jays de Toronto et les Phillies de Philadelphie. Néanmoins, se rendant compte qu’il n’est pas un grand frappeur, il choisit le hockey pour lequel il a également certaines prédispositions : il inscrit 51 points en seulement 18 parties en 1982-1983.
En 1983, Stevens est admis en sport-études par le Boston College et est également choisi au sixième tour du repêchage d'entrée dans la Ligue nationale de hockey par les Kings de Los Angeles. Il est le 118e joueur choisi lors du repêchage. Quelques mois plus tard, en septembre 1983, ses droits sont échangés contre Anders Håkansson des Penguins de Pittsburgh. Il joue sa première saison dans l'Eastern College Athletic Conference puis à la suite de la création d'Hockey East, les Eagles de Boston College rejoignent la nouvelle division et ils perdent en finale contre les Friars de Providence ; l'année d'après, l'équipe perd une nouvelle fois en finale, cette fois contre les Terriers de Boston avant de finalement remporter le titre de champion de la division en 1986-1987 en battant les Black Bears du Maine.
Cette année-là, il marque 30 buts pour le deuxième plus haut total de buts en une saison pour un joueur – le premier est Scott Harlow, l'année précédente, avec 32 buts, est sélectionné dans la seconde équipe d'étoiles Américaine de la NCAA et également dans la première équipe de Hockey East en compagnie de Brian Leetch et de Craig Janney. Au total dans sa carrière universitaire, il marque 170 points en 158 matchs au cours des quatre saisons jouées avec les Eagles. En 1988, Stevens rejoint l’équipe nationale américaine, sous la direction de Herb Brooks, entraîneur ayant dirigé l'équipe américaine du « Miracle sur glace », afin de préparer les Jeux olympiques de 1988.

### Les Penguins de Pittsburgh

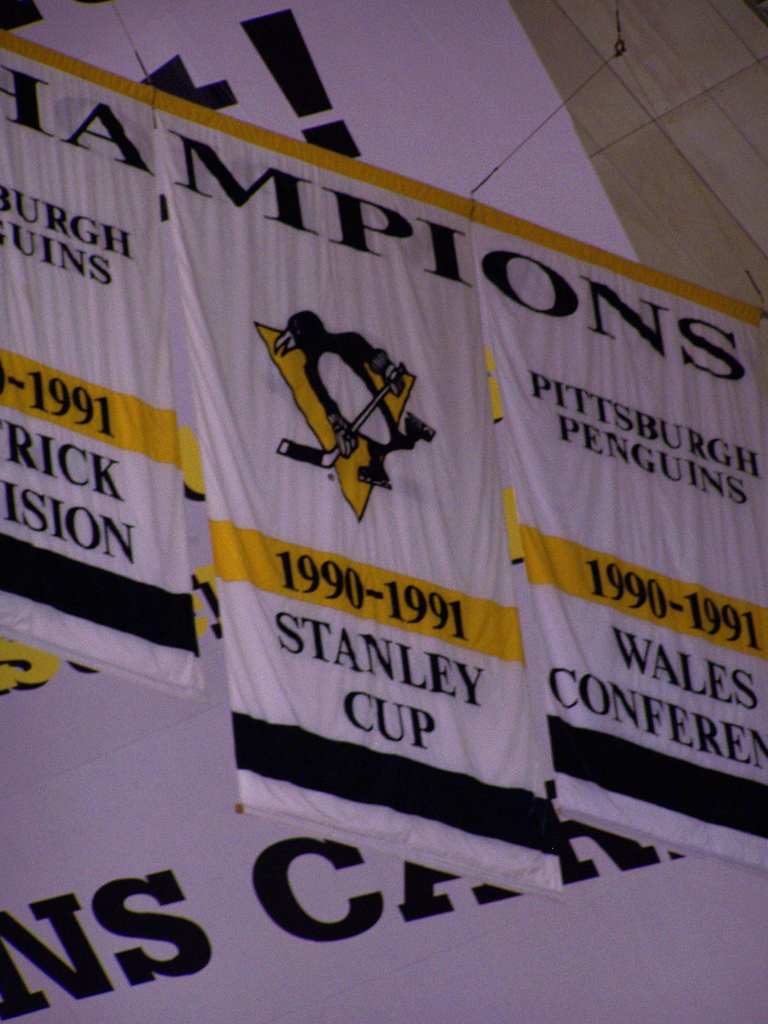
Les bannières accrochées dans le Mellon Arena et commémorant les titres de 1991.

La même année, il rejoint l'équipe des Penguins et au cours de son premier match sous ses nouvelles couleurs, Stevens inscrit son premier but dans la LNH. Après une saison d’allers-retours entre les Penguins et les Lumberjacks de Muskegon, franchise de la Ligue internationale de hockey affiliée à Pittsburgh, il devient membre à part entière de l'équipe en 1989-1990, finissant à la première place des joueurs les plus pénalisés de l'équipe et le cinquième pointeur de l'équipe ; il termine ainsi avec 171 minutes de pénalités et 70 points, Mario Lemieux finissant meilleur pointeur de l'équipe avec 123.
Lors de sa deuxième saison complète dans l'effectif de l'équipe en 1990-1991, il a un rôle de plus en plus important à la fois sur la glace et en dehors de celle-ci. Ainsi, il termine meilleur buteur de l'équipe pour la saison régulière à égalité avec Mark Recchi, tous deux finissant la saison avec 40 buts,. Au cours de la saison régulière, il est également mis en avant au sein de la LNH et est sélectionné pour jouer le 42e Match des étoiles de la LNH ; il est l'un des quatre Penguins sélectionnés pour le match avec Recchi, John Cullen et Paul Coffey et réussit à inscrire un but pour sa conférence malgré la défaite 5-11. Il est sélectionné pour jouer le match de gala lors des deux saisons suivantes. Au cours de la saison régulière, il inscrit un point au minimum tous les trois matchs.
Les Penguins terminent au premier rang de leur division, la division Patrick, mais finissent tout de même à 12 points des Bruins de Boston — champions de l'Association Prince de Galles — et à 18 points des Blackhawks de Chicago — champions sur la saison régulière avec 106 points. Au cours des séries éliminatoires des Séries éliminatoires de la Coupe Stanley, les Penguins écartent les Devils du New Jersey en sept matchs puis les Capitals de Washington quatre matchs à deux et enfin les Bruins de Boston également en six matchs. Lors de cette série contre la ville de sa région natale, Stevens montre son impact sur le mental de l'équipe : l'équipe est menée 2 matchs à 0 par l'équipe finaliste de la saison passée mais il remonte le moral des joueurs en prédisant un retour de l'équipe et une victoire finale en sept matchs.

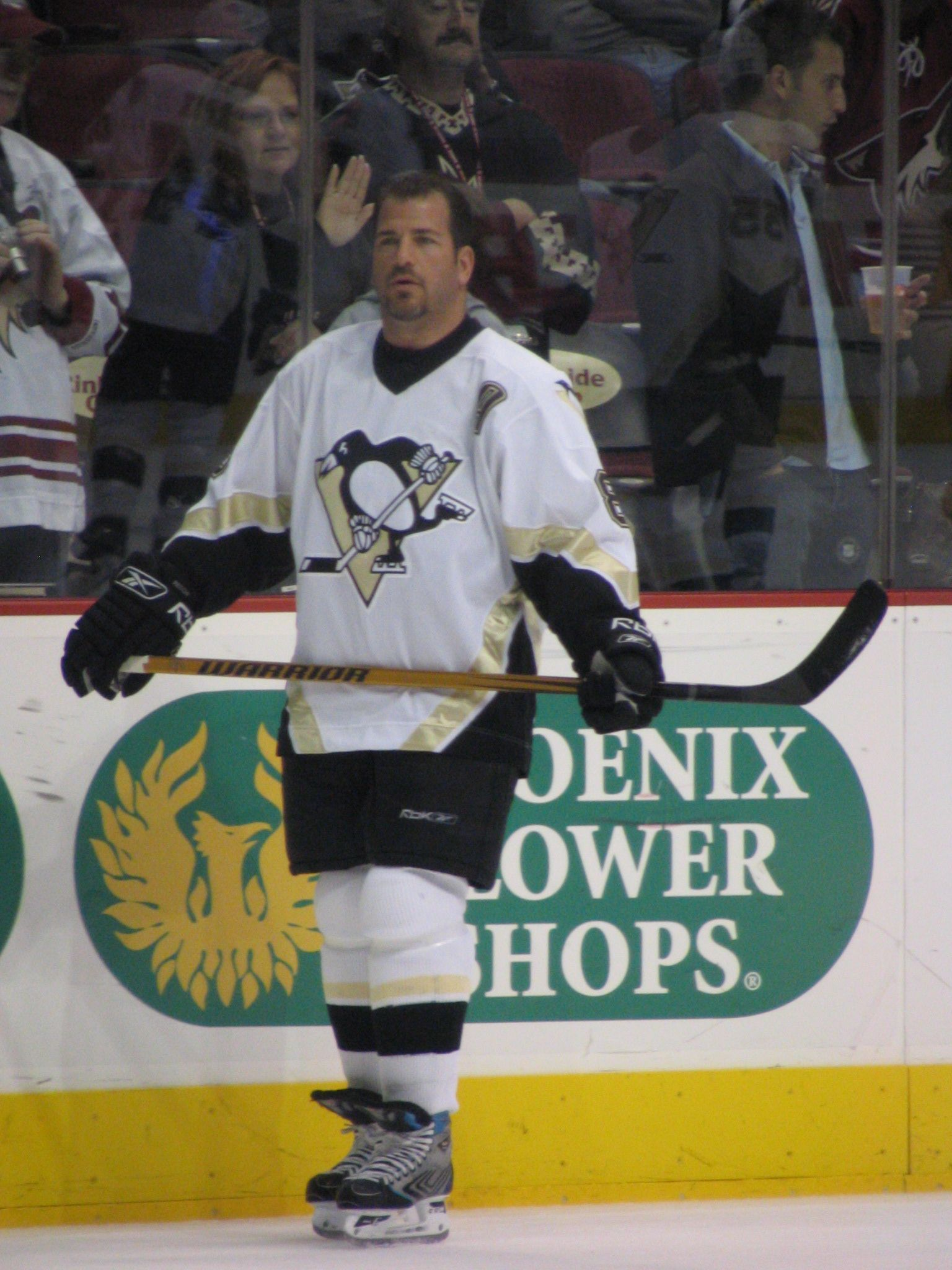
Mark Recchi (ici en janvier 2007) coéquipier de Stevens en 1990-1991 et au début de la saison suivante.

Les Penguins affrontent en finale les North Stars du Minnesota, perdent le premier match mais finalement remportent leur première Coupe Stanley sur le score de 4 matchs à 2. Ils remportent la victoire le 25 mai 1991 en battant les North Stars sur la marque de 8-0. Stevens inscrit deux buts lors du deuxième match de la finale et finit également meilleur buteur de l'équipe lors des séries éliminatoires de la Coupe Stanley en inscrivant un total de 17 buts, un record toujours d'actualité au début de la saison 2011-2012. Au cours de cette saison, il joue sur la même ligne d'attaque que Cullen et Recchi et le trio est alors surnommé l'Option line. Ensemble, ils inscrivent un tiers des points de l'équipe alors que les joueurs sont tous les trois dans leur dernière année de contrat avec l'équipe, l'année dite « option ».
En 1991-1992, il est le deuxième meilleur pointeur de la saison sur l'ensemble de la LNH, derrière Lemieux et devient le septième joueur de l'histoire des Penguins à dépasser les 100 points en une saison ; les Penguins l'ayant précédé sont Pierre Larouche, Jean Pronovost, Lemieux, Paul Coffey, Rob Brown et Mark Recchi. Il décroche également le record pour le nombre de points inscrits au cours d'une saison par un joueur de hockey né aux États-Unis ainsi que pour un ailier gauche ; il totalise ainsi 123 points et un total de 252 minutes de pénalités et aide une équipe des Penguins qui commence la saison au plus bas moralement avec la mort de leur entraîneur, « Badger Bob » Johnson, lors de l'inter-saison. Les Penguins sont classés troisièmes de leur division, Stevens finit meilleur buteur de l'équipe et les Penguins écartent tour à tour en série les Capitals puis les Rangers et enfin les Bruins. Les Penguins remportent leur deuxième Coupe Stanley en battant les Blackhawks de Chicago en quatre matchs nets alors que Stevens joue tous les matchs des séries, inscrivant 28 points.
Lors de la saison suivante, les Penguins partent favoris pour prendre leur propre succession en finissant à la première place de la division, de l'Association et même de la LNH. Lemieux, Stevens, Rick Tocchet et Ron Francis finissent tous les quatre avec au moins 100 points inscrits et l'équipe se permet même le luxe de remporter 17 matchs consécutifs en fin de saison. Malheureusement pour eux, cette performance laisse des traces sur leurs organismes et ils perdent au deuxième tour des séries contre les Islanders de New York, équipe qui a fini la saison 32 points derrière les Penguins au classement. Les Islanders prennent le dessus en sept matchs en inscrivant un dernier but lors de la prolongation du septième match par l'intermédiaire de David Volek.
Stevens connaît une saison 1993-1994 toujours aussi prolifique en finissant troisième meilleur pointeur – 88 points – de l'équipe derrière Jaromír Jágr – 99 points – et Francis – 93 points. Malgré une nouvelle première place de division, Pittsburgh perd dès le premier tour contre les Capitals.

### Le départ des Penguins
Stevens est encore assistant-capitaine de l'équipe en 1994-1995 mais cette fois de Francis, Lemieux étant atteint de la maladie de Hodgkin ; le joueur du Massachusetts connaît également une saison plus compliquée ne jouant que 27 matchs sur les 48 de la saison régulière écourtée. Il manque une partie de la saison en raison d'une blessure à la cheville. L'équipe gagne son premier tour des séries contre les Capitals mais chute contre les futurs vainqueurs de la Coupe Stanley, les Devils du New Jersey.
Au cours de l'été qui suit, il quitte la franchise de Pittsburgh pour rejoindre les Bruins de Boston du Massachusetts. Stevens est à l'initiative de ce départ et il emmène avec lui Shawn McEachern alors que les Penguins reçoivent en retour Glen Murray et Bryan Smolinski. Stevens signe un contrat de quatre saisons pour 3 millions de dollars.

### Le déclin
Après cet échange et ce départ de Pittsburgh, Stevens ne parvient pas à retrouver le niveau qu’il a connu en compagnie de Lemieux et Jágr et il est transféré aux Kings de Los Angeles avant la fin de la saison 1995-1996 en retour de son ancien coéquipier, Rick Tocchet. Il y passe un peu plus d'une saison et demie sans connaître de nouvelle qualification pour les séries éliminatoires. En août 1997, il est échangé contre Luc Robitaille et prend la direction des Rangers de New York où il réalise des bonnes saisons mais encore une fois sans retrouver son niveau d'avec les Penguins : il parvient ainsi difficilement à dépasser la barre des 40 points par saison.
La saison 1999-2000 est la saison de la descente en enfer pour Stevens. Bien que nommé assistant du capitaine Adam Graves, son temps de jeu se réduit et devient quasi inexistant. De plus, après un match contre les Blues de Saint-Louis, il est arrêté dans un motel de Collinsville, dans la banlieue de Saint Louis (Illinois) en compagnie d’une prostituée et en possession de cocaïne. Il suit alors une cure de désintoxication pendant deux mois dans le Connecticut avant de rejoindre les Flyers de Philadelphie en juillet 2000. En parallèle, il participe au programme de santé et de toxicomanie mis en place par la LNH. Malgré tout, en décembre 2000, un rapport annonce qu'il a bu de l'alcool dans le Colorado au cours d'un déplacement de l'équipe partie y affronter l'Avalanche. Quelques jours plus tard, le 14 janvier 2001, les Flyers l'échangent aux Penguins contre John Slaney ; il s'engage alors jusqu'à la fin de la saison.
Le 11 juin 2001, il signe un dernier contrat d'un an avec les Penguins puis met une fin à sa carrière à la fin de la saison 2001-2002. Il détient alors plusieurs records de la franchise de Pittsburgh : le plus haut total en carrière de minutes de pénalités, 1 048 minutes, le douzième plus grand nombre de matchs joués – 522 contre 915 par Lemieux, le cinquième meilleur buteur – 260 buts derrière les 690 de Lemieux, le septième passeur – 295 aides toujours derrière Lemieux auteur de 1 033 passes décisives et donc le sixième meilleur pointeur de l'histoire de l'équipe – 555 contre 1 723 pour Mario Lemieux.
Le 1er septembre 2005, Stevens commence sa carrière de recruteur pour les Penguins basé dans la ville où il a grandi, Boston. Il met fin à sa collaboration avec les Penguins en 2011 afin de se consacrer à sa vie de famille.

## Statistiques

### Statistiques en club
| Saison     | Équipe                          | Ligue       |     | Saison régulière | Saison régulière | Saison régulière | Saison régulière | Saison régulière |    | Séries éliminatoires | Séries éliminatoires | Séries éliminatoires | Séries éliminatoires | Séries éliminatoires |
| Saison     | Équipe                          | Ligue       | PJ  | B                | A                | Pts              | Pun              | PJ               | B  | A                    | Pts                  | Pun                  |                      |                      |
| 1982-1983  | Lakers de Silver Lake           | High-School | 18  | 24               | 27               | 51               |                  |                  |    |                      |                      |                      |                      |                      |
| 1983-1984  | Eagles de Boston College        | NCAA        | 37  | 6                | 14               | 20               | 36               |                  |    |                      |                      |                      |                      |                      |
| 1984-1985  | Eagles de Boston College        | NCAA        | 40  | 13               | 23               | 36               | 36               |                  |    |                      |                      |                      |                      |                      |
| 1985-1986  | Eagles de Boston College        | NCAA        | 42  | 17               | 27               | 44               | 56               |                  |    |                      |                      |                      |                      |                      |
| 1986-1987  | Eagles de Boston College        | NCAA        | 39  | 35               | 35               | 70               | 54               |                  |    |                      |                      |                      |                      |                      |
| 1987-1988  | Équipe nationale des États-Unis | Intl.       | 44  | 22               | 23               | 45               | 52               |                  |    |                      |                      |                      |                      |                      |
| 1987-1988  | Penguins de Pittsburgh          | LNH         | 16  | 5                | 2                | 7                | 8                |                  |    |                      |                      |                      |                      |                      |
| 1988-1989  | Lumberjacks de Muskegon         | LIH         | 45  | 24               | 41               | 65               | 113              |                  |    |                      |                      |                      |                      |                      |
| 1988-1989  | Penguins de Pittsburgh          | LNH         | 24  | 12               | 3                | 15               | 19               | 11               | 3  | 7                    | 10                   | 16                   |                      |                      |
| 1989-1990  | Penguins de Pittsburgh          | LNH         | 76  | 29               | 41               | 70               | 171              |                  |    |                      |                      |                      |                      |                      |
| 1990-1991  | Penguins de Pittsburgh          | LNH         | 80  | 40               | 46               | 86               | 133              | 24               | 17 | 16                   | 33                   | 53                   |                      |                      |
| 1991-1992  | Penguins de Pittsburgh          | LNH         | 80  | 54               | 69               | 123              | 254              | 21               | 13 | 15                   | 28                   | 28                   |                      |                      |
| 1992-1993  | Penguins de Pittsburgh          | LNH         | 72  | 55               | 56               | 111              | 177              | 12               | 5  | 11                   | 16                   | 22                   |                      |                      |
| 1993-1994  | Penguins de Pittsburgh          | LNH         | 83  | 41               | 47               | 88               | 155              | 6                | 1  | 1                    | 2                    | 10                   |                      |                      |
| 1994-1995  | Penguins de Pittsburgh          | LNH         | 27  | 15               | 12               | 27               | 51               | 12               | 4  | 7                    | 11                   | 21                   |                      |                      |
| 1995-1996  | Bruins de Boston                | LNH         | 41  | 10               | 13               | 23               | 49               |                  |    |                      |                      |                      |                      |                      |
| 1995-1996  | Kings de Los Angeles            | LNH         | 20  | 3                | 10               | 13               | 22               |                  |    |                      |                      |                      |                      |                      |
| 1996-1997  | Kings de Los Angeles            | LNH         | 69  | 14               | 20               | 34               | 96               |                  |    |                      |                      |                      |                      |                      |
| 1997-1998  | Rangers de New York             | LNH         | 80  | 14               | 27               | 41               | 130              |                  |    |                      |                      |                      |                      |                      |
| 1998-1999  | Rangers de New York             | LNH         | 81  | 23               | 20               | 43               | 64               |                  |    |                      |                      |                      |                      |                      |
| 1999-2000  | Rangers de New York             | LNH         | 38  | 3                | 5                | 8                | 43               |                  |    |                      |                      |                      |                      |                      |
| 2000-2001  | Flyers de Philadelphie          | LNH         | 23  | 2                | 7                | 9                | 18               |                  |    |                      |                      |                      |                      |                      |
| 2000-2001  | Penguins de Pittsburgh          | LNH         | 32  | 8                | 15               | 23               | 55               | 17               | 3  | 3                    | 6                    | 20                   |                      |                      |
| 2001-2002  | Penguins de Pittsburgh          | LNH         | 32  | 1                | 4                | 5                | 25               |                  |    |                      |                      |                      |                      |                      |
| Totaux LNH | Totaux LNH                      | Totaux LNH  | 874 | 329              | 397              | 726              | 1 468            | 103              | 46 | 60                   | 106                  | 170                  |                      |                      |

### Statistiques en équipe nationale
| Année | Équipe     | Compétition          |    | PJ | B | A | Pts | Pun                |  | Résultat |
| 1987  | États-Unis | Championnat du monde | 8  | 1  | 1 | 2 | 10  | Septième place     |  |          |
| 1988  | États-Unis | Jeux olympiques      | 5  | 1  | 3 | 4 | 2   | Septième place     |  |          |
| 1990  | États-Unis | Championnat du monde | 10 | 5  | 2 | 7 | 18  | Cinquième place    |  |          |
| 1996  | États-Unis | Championnat du monde | 8  | 4  | 3 | 7 | 12  | Médaille de bronze |  |          |

## Honneurs et trophées
- Championnat universitaire :
  - Membre de l'équipe d'étoiles de l'est — 1987
  - Membre de la seconde équipe d'étoiles Américaine de la NCAA — 1987
- Ligue nationale de hockey :
  - Membre de la seconde équipe d'étoiles de la LNH — 1991 et 1993[22]
  - Membre de l'équipe d'étoiles de la LNH — 1992
  - Sélectionné pour le Match des étoiles — 1991, 1992 et 1993
- Penguins de Pittsburgh :
  - Joueur le plus disponible pour la presse (« Baz » Bastien Memorial - Good Guy Award) — 1992-1993[43]
  - Joueur le plus persévérant selon la presse locale (Masterton nominee) — 1993-1994[44]
  - Assistant capitaine de l'équipe — 1992-1993, 1993-1994 et 1994-1995
- Rangers de New York :
  - Joueur le plus agréable de l'équipe (Rangers Good Guy Award) — 1998-1999[45]

## Transactions en carrière
- 9 septembre 1983 : échangé aux Penguins de Pittsburgh par les Kings de Los Angeles en retour d'Anders Håkansson.
- 2 août 1995 : échangé aux Bruins de Boston avec Shawn McEachern par les Penguins en retour de Glen Murray, Bryan Smolinski et un choix de troisième tour (Boyd Kane) en 1996.
- 5 janvier 1996 : échangé aux Kings par les Bruins en retour de Rick Tocchet.
- 28 août 1997 : échangé aux Rangers de New York par les Kings en retour de Luc Robitaille.
- 7 juillet 2000 : signe un contrat d'un an en tant qu'agent libre avec les Flyers de Philadelphie.
- 14 janvier 2001 : échangé aux Penguins par les Flyers en retour de John Slaney.